# چمر
چَمَر آیینی ویژهٔ سوگواری و گونه‌ای آوازی در موسیقی کردی است که در میان مردم استان‌های لرستان و کرمانشاه و ایلام اجرا می‌شود. این مراسم به این شکل است که میت را پس از شستن و کفن کردن در بین شاخه‌های سبز بید می‌پیچند و آن را به همین صورت کنار گورش که معمولاً گورستانی در نزدیکی چشمه‌است می‌گذارند. سپس اسب سیاهی را که یالش به پهلو شانه شده‌است را از دور به گور و میت نزدیک می‌کنند. در این هنگام مردان و به‌ویژه زنان به شیون و زاری و موفشانی می‌پردازند. هنگامی که اسب را آرام‌آرام می‌برند شیون و زاری شدت می‌گیرد. چمر شعر ویژهٔ خود را نیز دارد. این آیین در ۲۵ شهریور ۱۳۹۷ به نام کرمانشاه ثبت ملی شد.

## منشأ
آیین «چَمَر» یکی از باستانی‌ترین آیین‌های برجای‌مانده در ایران است که تاکنون مورخان، اسطوره‌شناسان، آیین‌پژوهان و… نتوانسته‌اند دربارهٔ آن به یک نظر جمعی و علمی قابل قبول و مشترک دست پیدا کنند و هنوز معنای این واژهٔ باستانی بر همگان پوشیده مانده‌است.

## وجه تسمیه
درخصوص وجه تسمیهٔ «چمر» بیشتر به فرهنگ‌ها استناد می‌کنند که البته به نظر می‌رسد چندان قابل استناد نباشند؛ در فرهنگ مردوخ به معنای دایره، حلقه و دهل عزا (چه‌مه‌ری)، در لغت‌نامهٔ دهخدا به معنی آشکار و ظاهر و در فرهنگ عمید به معنای محیط، دایره و هر چیز دایره‌مانند و معانی دیگری مانند چشم‌به‌راه یا خَم و خم‌کردن (چم و چمانن) نیز تعبیر شده‌است. البته آنچه از جنس این آیین و معنی پیش‌واژهٔ چم برمی‌آید، باید به معنای روان نیز در این مورد توجه داشت.

## مراسم
در مناطق روستایی و عشیره‌ای استان ایلام «چمر» نوای غم‌باری است که در سوگ عزیزان از دست رفته نواخته می‌شود، این مراسم در سه هنگام برگزار می‌شود: هنگام نزاع، تدفین و سوگواری. این مراسم خاص مردان و خانواده‌های مرفه‌است.
برای اجرای مراسم جایگاهی را تعیین می‌کنند که به «چمرگاه» معروف است. با بالا آمدن آفتاب و به نوا درآمدن سرنا و دهل نوای چمری آغاز می‌شود. بعد از صف‌بستن و قرارگرفتن علم و کتل‌ها در قسمت‌های مختلف صف، «بیت گو» ها و «راوکر» ها یا هم‌سرایان مرثیه‌خوانی با نوایی مانند هق‌هق آغاز می‌کنند.
شرکت‌کنندگان با لباس تیره وارد چمرگاه می‌شوند و هرکدام به زعم خود و بنا به رسم رایج، بخشی از مایحتاج مراسم را که اغلب مربوط به خورد و خوراک می‌شود به همراه می‌آورند.
نمایش چمر از چند صف، شامل صف زنان، صف مردان و زنان مویه‌خوان و نوازندگان ساز و دهل و گروه شاعران محلی که به آن‌ها «بویش‌ها» یا «بیت گوها» و «راوکرها» گفته می‌شود تشکیل می‌شود که هرکدام به‌طور منظم و در جایگاه مخصوص خود قرار می‌گیرد.
با بالا آمدن آفتاب و به نوا درآمدن سرنا و دهل در میدان چمرگاه، بستگان و اقوام صاحب عزا دور هم جمع شده و در دو صف جداگانه زن و مرد روی خطی دایره‌وار در چمرگاه صف می‌بندند. نخست مردان صف بسته و علم‌ها و کتل‌ها را در قسمت‌های مختلف صف جای می‌دهند، سپس زنان در انتهای صف مردان، صف بسته و پارچه‌ای سیاه را جلوی خود می‌گیرند و سپس (بویش‌ها و راوکرها) در چند دسته چهار تا شش نفری و معمولاً در دسته‌های مختلف به همراه نوازندگان دهل و سرنا به سرودن شعرهای فی‌البداهه در رثای متوفی می‌پردازند. هم‌سرایان ضمن سرودن همزمان شعرشان به همراه نوازندگان دهل و سرنا و به آرامی حول میدانی دایره‌شکل که صفوف فشردهٔ مردان و زنان میهمان آن را احاطه کردند به حرکت درمی‌آیند.
در وسط میدان با تیرهای چوبی کوتاه، سکویی ایجاد می‌کنند که به کتل معروف است که البسه، تفنگ، قطار و عکس متوفی را روی آن نصب می‌کنند. اسب متوفی را نیز با پارچه تزیین و تفنگ صاحبش را بر روی زین آن قرار می‌دهند. هم‌سرایان با این نوا از جلوی صف گذشته و با رسیدن به پایان صف به‌آرامی بازمی‌گردند و این کار تکرار می‌شود. این مراسم تا نیمروز ادامه می‌یابد.
علیرضا اسدی در رابطه با مراسم چمر در ایل ملکشاهی چنین می‌نویسد: از منسجم‌ترین و ماندگارترین رسوم عزاداری مردم ایل ملکشاهی مراسم چمر است که معمولاً برای افراد سرشناس و بزرگان انجام می‌گیرد و غالباً در این مراسم از عموم ایلات و طوایف استان دعوت می‌شود و گروه‌هایی از شعرا در مدح بزرگان و خصایص نیک متوفی اشعاری بر زبان می‌رانند و برخی دیگر هم این اشعار را هم‌خوانی می‌کنند.
زنان در یک گروه و شانه به شانه در حالی‌که پارچه سیاه بلندی به طول ده‌ها متر در مقابل گرفته‌اند و مردان هم در حالی‌که علم‌هایی که بر روی آن‌ها اسامی امامان و معصومین نگاشته شده و پس از مدتی آن را به شخص دیگری می‌رسانند دایرهٔ میدان چمر را تشکیل می‌دهند.
در قسمتی از محل این مراسم تفنگ، دوربین، وسایل شکار، البسه و… شخص متوفی بر روی مادیان زیبایی که با پارچه‌های رنگارنگ تزئین شده قرار می‌دهند.

## در ادبیات کُردی
در ادبیات کلاسیک کُردی اشاراتی به آئین چمر وجود دارد. مولوی کُرد در بیتی برای اشاره به حزن و اندوه به این آئین اشاره نموده‌است:
| جه ئامای نامه‌ت چه‌مه‌ریم به‌رز بی |  | شادیم شێویا، شینم سه‌د ته‌رز بی |

ترجمه: با آمدن نامه‌ات چنان دچار اندوه شدم که گویی صدای مراسم چمر به هوا خاست و شادی من برهم خورد و گریه و زاری به صد مقام آغاز شد.

## پی‌نوشت
1. ↑  علیرضا اسدی. تاریخچه و پیشینهٔ سیاسی و اجتماعی ایل ملکشاهی. بخش دوم. هفته‌نامه نجوا، سال چهاردهم، شمارهٔ ۵۰۳، یکشنبه ۴ خرداد ۱۳۹۳، ص ۵.
2. ↑  «مقامات موسیقی کردی».
3. ↑  سیاوشان، دکتر علی حصوری، نشر چشمه، ۱۳۸۴. صص ۱۰۹-۱۱۰-۱۱۱.
4. ↑  «آیین ثبت ملی «چمری» در کرمانشاه برگزار شد». www.cgie.org.ir. دریافت‌شده در ۲۰۲۴-۰۳-۰۲.
5. 1 2 3 4 5 6 7  خوشتراش، ««چمر» آیینی باستانی و…»، روزنامهٔ شرق، ۱۳.
6. ↑  علیرضا اسدی. تاریخچه و پیشینهٔ سیاسی و اجتماعی ایل ملکشاهی. بخش دوم. هفته‌نامه نجوا، سال چهاردهم، شمارهٔ ۵۰۳، یکشنبه ۴ خرداد ۱۳۹۳، ص ۵.
7. ↑  معدوم کُرد، عبدالرحیم بن سعید (مولوی کُرد)، ۱۳۸۹: ص ۳۲۴.